# 월롱면
월롱면(月籠面)은 대한민국 경기도 파주시의 면이다.

## 개요
월롱면은 파주시의 중앙부에 위치한 교통의 요충지로 통일로(4.2km)와 경의선(3.2km)이 중심부를 관통하고 있으며 전형적인 농촌지역으로 400여개의 중소기업체가 산재되어 있고 6개의 읍·면·동과 인접하고 있다.
본래 파주군 지역으로 지살면 자곡면이라 하여 위전, 용은, 덕옥, 영태, 순상, 도내의 6개 동리를 관할하였는데, 1914년 4월 1일 행정구역 통폐합 때 오리면의 당산, 능동, 내동, 굴촌, 장포의 일부, 백석면의 현암, 오라의 각 일부, 광탄면의 두만 일부, 칠정면의 문산하리, 당동하리의 각 일부, 교하군 아동면의 등원, 아동의 각 일부 지역 등을 병합하여 월롱산의 이름을 따서 월롱면이라 하였다.
1973년 7월 1일 대통령령 제6543호에 의하여 내포리가 문산읍으로 편입되었다. 월롱의 의미를 살펴보면 월롱산과 가까운 위전리에는 다락고개 달앗과 같은 지명이 많고 월롱산의 다른 이름인 다랑산도 이와 관련될 것으로 추정된다.

## 행정 구역
| 법정리 | 한자명 | 행정리                                               | 비고                   |
| ------ | ------ | ---------------------------------------------------- | ---------------------- |
| 능산리 | 陵山里 | 능산1리, 능산2리                                     |                        |
| 덕은리 | 德隱里 | 덕은1리, 덕은2리, 덕은3리, 덕은4리, 덕은5리          |                        |
| 도내리 | 都內里 | 도내1리, 도내2리, 도내3리, 도내4리                   |                        |
| 영태리 | 英太里 | 영태1리, 영태2리, 영태3리, 영태4리, 영태5리, 영태6리 |                        |
| 위전리 | 葦田里 | 위전1리, 위전2리, 위전3리, 위전4리                   | 면 행정복지센터 소재지 |

## 교육
- 월롱초등학교
- 영도초등학교
- 파주광일중학교
- 파주여자고등학교
- 서영대학교 파주캠퍼스